# Тихоново (Кимрский район)
Тихоново — деревня в Кимрском районе Тверской области. Входит в состав Центрального сельского поселения.

## География
Находится в юго-восточной части Тверской области на расстоянии приблизительно 8 км на север-северо-восток по прямой от районного центра города Кимры на левом берегу Волги.

## История
Известна была с 1678 года как деревня с 3 дворами, владение тверского Рождественского девичьего монастыря. В 1780-х годах 18 дворов, в 1806 — 10. В 1859 году здесь (деревня Корчевского уезда Тверской губернии) было учтено 14 дворов, в 1887 — 21.

## Население
Численность населения: 72 человека (1780-е годы), 63 (1806),, 100 (1859 год), 120 человек (1887), 3 (русские 100 %) в 2002 году, 1 в 2010.